# Elecciones regionales de Lombardía de 2018
Las elecciones regionales de Lombardía de 2018 tuvieron lugar el 4 de marzo de 2018 para la elección del Consejo Regional y del Presidente de la Región. Fueron realizadas en conjunto con las elecciones generales de Italia y con las elecciones regionales del Lacio.
El exalcalde de Varese, Attilio Fontana, de la Lega, sucede al presidente saliente, Roberto Maroni, del mismo partido. La coalición de centroderecha conservó la mayoría absoluta en el Consejo Regional.

## Sistema electoral
Desde 2012, Lombardía ha adoptado su propia legislación para elegir su Consejo, muy similar a la nacional Ley Tatarella de 1995.
Mientras que el presidente de Lombardía y el líder de la oposición todavía son elegidos en general, 78 concejales son elegidos por listas de partidos bajo una forma de representación semiproporcional. La coalición ganadora recibe un bonus de al menos 45 escaños, que se dividen entre todos los partidos mayoritarios utilizando el método D'Hondt, como ocurre entre las listas perdedoras. Luego, cada partido distribuye sus escaños a sus listas provinciales, donde los candidatos se seleccionan abiertamente.
Según la Ley del 17 de febrero de 1968, núm. 108, el Consejo Regional se elige cada cinco años. La elección puede tener lugar desde el cuarto domingo antes de la finalización de este período de cinco años.

## Campaña
El 1 de marzo de 2016, el presidente Maroni anunció su intención de presentarse a la reelección como presidente. No obstante, el 8 de enero de 2018 anunció que no buscaría la reelección como presidente, alegando razones personales y lanzando al exalcalde de Varese Attilio Fontana como candidato de la coalición de centroderecha.
El 1 de junio de 2017, Giorgio Gori, el actual alcalde de Bérgamo, anunció su decisión de postularse para la presidencia por la coalición de centroizquierda.
El 15 de enero de 2018, Fontana afirmó que la raza blanca y la cultura occidental estaban en peligro debido a los flujos migratorios desde África. Esto generó muchas protestas y críticas del centroizquierdista Partido Democrático y también del antisistema Movimiento 5 Estrellas.

## Partidos y candidatos
| Partido político o alianza | Partido político o alianza   | Listas constituyentes                     | Listas constituyentes        | Resultados previos | Resultados previos | Candidato        | Candidato |
| Partido político o alianza | Partido político o alianza   | Listas constituyentes                     | Listas constituyentes        | Votos (%)          | Escaños            | Candidato        | Candidato |
| -------------------------- | ---------------------------- | ----------------------------------------- | ---------------------------- | ------------------ | ------------------ | ---------------- | --------- |
|                            | Coalición de centroderecha   |                                           | Forza Italia (FI)            | —                  | —                  | Attilio Fontana  |           |
|                            | Coalición de centroderecha   | Liga (Lega)                               | 13                           | 15                 |                    | Attilio Fontana  |           |
|                            | Coalición de centroderecha   | Hermanos de Italia (FdI)                  | 1,6                          | 2                  |                    | Attilio Fontana  |           |
|                            | Coalición de centroderecha   | Energías para Lombardía (EpL)             | —                            | —                  |                    | Attilio Fontana  |           |
|                            | Coalición de centroderecha   | Nosotros con Italia–UDC (NcI–UDC)         | 1,6                          | –                  |                    | Attilio Fontana  |           |
|                            | Coalición de centroderecha   | Lista Fontana (LF)                        | —                            | —                  |                    | Attilio Fontana  |           |
|                            | Coalición de centroderecha   | Partido de los Pensionistas (PP)          | 0,9                          | 1                  |                    | Attilio Fontana  |           |
|                            | Coalición de centroizquierda |                                           | Partido Democrático (PD)     | 25,3               | 17                 | Giorgio Gori     |           |
|                            | Coalición de centroizquierda | Juntos                                    | —                            | —                  |                    | Giorgio Gori     |           |
|                            | Coalición de centroizquierda | Más Europa (+Eu)                          | —                            | —                  |                    | Giorgio Gori     |           |
|                            | Coalición de centroizquierda | Lista Cívica Popular (CP)                 | —                            | —                  |                    | Giorgio Gori     |           |
|                            | Coalición de centroizquierda | Lombardía Progresista (LP)                | —                            | —                  |                    | Giorgio Gori     |           |
|                            | Coalición de centroizquierda | Lista Gori (LG)                           | —                            | —                  |                    | Giorgio Gori     |           |
|                            | Coalición de centroizquierda | Objetivo Lombardía por la Autonomía (OLA) | —                            | —                  |                    | Giorgio Gori     |           |
|                            | Movimiento 5 Estrellas (M5S) | Movimiento 5 Estrellas (M5S)              | Movimiento 5 Estrellas (M5S) | 14,3               | 9                  | Dario Violi      |           |
|                            | Libres e Iguales (LeU)       | Libres e Iguales (LeU)                    | Libres e Iguales (LeU)       | —                  | —                  | Onorio Rosati    |           |
|                            | Gran Norte (GN)              | Gran Norte (GN)                           | Gran Norte (GN)              | —                  | —                  | Giulio Arrighini |           |
|                            | CasaPound Italia (CPI)       | CasaPound Italia (CPI)                    | CasaPound Italia (CPI)       | —                  | —                  | Angela De Rosa   |           |

## Resultados

Partido más votado por comune

Según los resultados finales, Attilio Fontana fue el nuevo presidente de Lombardía con más del 49% de los votos, obteniendo la mayor bonificación que otorga la ley electoral.
|                                                                   |                                    |           |        |         |                                     |                         |           |        |         |  |
| Candidatos                                                        | Candidatos                         | Votos     | %      | Escaños | Partidos                            | Partidos                | Votos     | %      | Escaños |  |
|                                                                   | Attilio Fontana                    | 2.793.370 | 49,75  | 1       |                                     |                         |           |        |         |  |
|                                                                   | Attilio Fontana                    | 2.793.370 | 49,75  | 1       | Liga                                | 1.553.514               | 29,64     | 28     |         |  |
|                                                                   | Attilio Fontana                    | 2.793.370 | 49,75  | 1       | Forza Italia                        | 750.628                 | 14,32     | 14     |         |  |
|                                                                   | Attilio Fontana                    | 2.793.370 | 49,75  | 1       | Hermanos de Italia                  | 190.804                 | 3,64      | 3      |         |  |
|                                                                   | Attilio Fontana                    | 2.793.370 | 49,75  | 1       | Lista Fontana                       | 76.637                  | 1,46      | 1      |         |  |
|                                                                   | Attilio Fontana                    | 2.793.370 | 49,75  | 1       | Nosotros con Italia–UDC             | 66.355                  | 1,26      | 1      |         |  |
|                                                                   | Attilio Fontana                    | 2.793.370 | 49,75  | 1       | Energías para Lombardía             | 27.967                  | 0,53      | 1      |         |  |
|                                                                   | Attilio Fontana                    | 2.793.370 | 49,75  | 1       | Partido de los Pensionistas         | 20.259                  | 0,38      | –      |         |  |
| Total                                                             | Total                              | 2.793.370 | 49,75  | 1       | 2.686.610                           | 51,29                   | 48        |        |         |  |
|                                                                   | Giorgio Gori                       | 1.633.367 | 29,09  | 1       |                                     |                         |           |        |         |  |
|                                                                   | Giorgio Gori                       | 1.633.367 | 29,09  | 1       | Partido Democrático                 | 1.008.496               | 19,24     | 15     |         |  |
|                                                                   | Giorgio Gori                       | 1.633.367 | 29,09  | 1       | Lista Gori                          | 158.671                 | 3,02      | 2      |         |  |
|                                                                   | Giorgio Gori                       | 1.633.367 | 29,09  | 1       | Más Europa                          | 108.743                 | 2,07      | –      |         |  |
|                                                                   | Giorgio Gori                       | 1.633.367 | 29,09  | 1       | Objetivo Lombardía por la Autonomía | 62.840                  | 1,19      | –      |         |  |
|                                                                   | Giorgio Gori                       | 1.633.367 | 29,09  | 1       | Juntos                              | 35.071                  | 0,66      | –      |         |  |
|                                                                   | Giorgio Gori                       | 1.633.367 | 29,09  | 1       | Lista Cívica Popular                | 20.668                  | 0,39      | –      |         |  |
|                                                                   | Giorgio Gori                       | 1.633.367 | 29,09  | 1       | Lombardía Progresista               | 20.036                  | 0,38      | –      |         |  |
| Total                                                             | Total                              | 1.633.367 | 29,09  | 1       | 1.414.674                           | 26,99                   | 17        |        |         |  |
|                                                                   | Dario Violi                        | 974.984   | 17,36  | –       |                                     | Movimiento 5 Estrellas  | 933.243   | 17,80  | 13      |  |
|                                                                   | Onorio Rosati                      | 108.407   | 1,93   | –       |                                     | Libres e Iguales        | 111.296   | 2,12   | –       |  |
|                                                                   | Angela De Rosa                     | 50.368    | 0,89   | –       |                                     | CasaPound Italia        | 45.416    | 0,86   | –       |  |
|                                                                   | Massimo Gatti                      | 38.194    | 0,68   | –       |                                     | Izquierda por Lombardía | 35.713    | 0,68   | –       |  |
|                                                                   | Giulio Arrighini                   | 15.791    | 0,28   | –       |                                     | Gran Norte              | 13.769    | 0,26   | –       |  |
|                                                                   |                                    |           |        |         |                                     |                         |           |        |         |  |
| Votos invalidos                                                   | Votos invalidos                    | 147.978   | –      |         |                                     |                         |           |        |         |  |
| Total candidatos                                                  | Total candidatos                   | 5.614.481 | 100,00 | 2       | Total partidos                      | Total partidos          | 5.240.126 | 100,00 | 78      |  |
| Votantes registrados/participación                                | Votantes registrados/participación | 7.882.633 | 73,10  |         |                                     |                         |           |        |         |  |
| Fuente: Ministerio del Interior – Archivo Histórico de Elecciones |                                    |           |        |         |                                     |                         |           |        |         |  |

| \| Voto popular \| Voto popular \| Voto popular \| Voto popular \| Voto popular \| \| ------------- \| ------------- \| ------------ \| ------------ \| ------------ \| \| \| \| \| \| \| \| Lega \| Lega \| \| 29.64 % \| 29.64 % \| \| PD \| PD \| \| 19.24 % \| 19.24 % \| \| M5S \| M5S \| \| 17.80 % \| 17.80 % \| \| FI \| FI \| \| 14.32 % \| 14.32 % \| \| FdI \| FdI \| \| 3.64 % \| 3.64 % \| \| Lista Gori \| Lista Gori \| \| 3.02 % \| 3.02 % \| \| LeU \| LeU \| \| 2.12 % \| 2.12 % \| \| +Eu \| +Eu \| \| 2.07 % \| 2.07 % \| \| Lista Fontana \| Lista Fontana \| \| 1.46 % \| 1.46 % \| \| NcI–UDC \| NcI–UDC \| \| 1.26 % \| 1.26 % \| \| Otros \| Otros \| \| 5.43 % \| 5.43 % \| |               |  |         |         |
| Voto popular |               |  |         |         |
| |               |  |         |         |
| Lega | Lega          |  | 29.64 % | 29.64 % |
| PD | PD            |  | 19.24 % | 19.24 % |
| M5S | M5S           |  | 17.80 % | 17.80 % |
| FI | FI            |  | 14.32 % | 14.32 % |
| FdI | FdI           |  | 3.64 %  | 3.64 %  |
| Lista Gori | Lista Gori    |  | 3.02 %  | 3.02 %  |
| LeU | LeU           |  | 2.12 %  | 2.12 %  |
| +Eu | +Eu           |  | 2.07 %  | 2.07 %  |
| Lista Fontana | Lista Fontana |  | 1.46 %  | 1.46 %  |
| NcI–UDC | NcI–UDC       |  | 1.26 %  | 1.26 %  |
| Otros | Otros         |  | 5.43 %  | 5.43 %  |

| \| Presidente \| Presidente \| Presidente \| Presidente \| Presidente \| \| ---------- \| ---------- \| ---------- \| ---------- \| ---------- \| \| \| \| \| \| \| \| Fontana \| Fontana \| \| 49.75 % \| 49.75 % \| \| Gori \| Gori \| \| 29.09 % \| 29.09 % \| \| Violi \| Violi \| \| 17.36 % \| 17.36 % \| \| Rosati \| Rosati \| \| 1.93 % \| 1.93 % \| \| De Rosa \| De Rosa \| \| 0.89 % \| 0.89 % \| \| Gatti \| Gatti \| \| 0.68 % \| 0.68 % \| \| Arrighini \| Arrighini \| \| 0.26 % \| 0.26 % \| |           |  |         |         |
| Presidente |           |  |         |         |
| |           |  |         |         |
| Fontana | Fontana   |  | 49.75 % | 49.75 % |
| Gori | Gori      |  | 29.09 % | 29.09 % |
| Violi | Violi     |  | 17.36 % | 17.36 % |
| Rosati | Rosati    |  | 1.93 %  | 1.93 %  |
| De Rosa | De Rosa   |  | 0.89 %  | 0.89 %  |
| Gatti | Gatti     |  | 0.68 %  | 0.68 %  |
| Arrighini | Arrighini |  | 0.26 %  | 0.26 %  |

### Resultados por provincia

Candidato a presidente más votado por provincia

| Provincia       | Attilio Fontana | Giorgio Gori   | Dario Violi    | Onorio Rosati  | Otros        | Participación |              |              |        |
| --------------- | --------------- | -------------- | -------------- | -------------- | ------------ | ------------- | ------------ | ------------ | ------ |
| Provincia       | Milán           | 742.685 42,83% | 589.969 34,02% | 326.040 18,80% | Otros        | Participación | 42.123 2,42% | 33.169 1,90% | 72,03% |
| Brescia         | 391.419 54,59%  | 189.426 26,42% | 106.845 14,90% | 12.498 1,74%   | 16.786 2,33% | 76,55%        |              |              |        |
| Bérgamo         | 352.462 54,98%  | 185.003 28,86% | 83.409 13,01%  | 8.254 1,28%    | 11.889 1,84% | 75,87%        |              |              |        |
| Varese          | 271.614 53,59%  | 123.917 24,45% | 93.234 18,39%  | 7.985 1,57%    | 10.064 1,98% | 71,06%        |              |              |        |
| Monza y Brianza | 245.806 48,39%  | 145.63528,67%  | 98.71719,43%   | 9.639 1,89%    | 8.144 1,58%  | 75,82%        |              |              |        |
| Como            | 194.66556,23%   | 85.53824,70%   | 56.61316,35%   | 5.266 1,52%    | 4.107 1,17%  | 70,59%        |              |              |        |
| Pavía           | 153.81151,42%   | 76.416 25,55%  | 56.535 18,90%  | 5.941 1,98%    | 6.375 2,12%  | 69,76%        |              |              |        |
| Mantua          | 99.923 44,53%   | 64.569 28,77%  | 49.990 22,27%  | 4.981 2,21%    | 4.927 2,19%  | 70,36%        |              |              |        |
| Cremona         | 105.759 51,67%  | 55.815 27,26%  | 34.676 16,94%  | 3.683 1,79%    | 4.744 2,31%  | 73,94%        |              |              |        |
| Lecco           | 103.87551,85%   | 60.26930,08%   | 30.643 15,29%  | 3.705 1,84%    | 1.821 0,89%  | 75,66%        |              |              |        |
| Lodi            | 66.06151,86%    | 32.115 25,21%  | 25.151 19,74%  | 2.547 1,99%    | 1.493 1,15%  | 75,12%        |              |              |        |
| Sondrio         | 65.290 61,74%   | 24.695 23,35%  | 13.131 12,41%  | 1.785 1,68%    | 834 0,77%    | 66,26%        |              |              |        |

### Resultados por ciudad capital

Candidato a presidente más votado por comune

| Ciudad  | Attilio Fontana | Giorgio Gori   | Dario Violi    | Onorio Rosati | Otros       | Participación |              |              |        |
| ------- | --------------- | -------------- | -------------- | ------------- | ----------- | ------------- | ------------ | ------------ | ------ |
| Ciudad  | Milán           | 273.261 40,16% | 279.821 41,12% | 96.639 14,20% | Otros       | Participación | 18.712 2,75% | 11.986 1,75% | 68,39% |
| Brescia | 45.453 43,38%   | 38.680 36,92%  | 15.405 14,70%  | 2.984 2,84%   | 2.244 2,13% | 74,37%        |              |              |        |
| Monza   | 30.841 44,93%   | 24.285 35,38%  | 10.892 15,87%  | 1.553 2,26%   | 1.060 1,52% | 73,07%        |              |              |        |
| Bérgamo | 27.463 41,51%   | 28.652 43,30%  | 7.518 11,36%   | 1.364 2,06%   | 1.159 1,74% | 73,09%        |              |              |        |
| Como    | 20.958 46,77%   | 15.501 34,59%  | 6.902 15,40%   | 933 2,08%     | 510 1,12%   | 64,47%        |              |              |        |
| Varese  | 23.348 53,13%   | 13.228 30,10%  | 5.927 13,48%   | 744 1,69%     | 693 1,56%   | 68,72%        |              |              |        |
| Pavía   | 17.035 43,22%   | 14.863 37,66%  | 5.530 14,03%   | 1.194 3,02%   | 811 2,05%   | 68,02%        |              |              |        |
| Cremona | 17.579 44,92%   | 12.710 32,48%  | 6.575 16,80%   | 1.166 2,97%   | 1.099 2,97% | 72,13%        |              |              |        |
| Mantua  | 9.262 35,70%    | 10.126 39,03%  | 4.986 19,22%   | 866 3,33%     | 698 2,68%   | 68,46%        |              |              |        |
| Lecco   | 12.857 46,55%   | 9.915 35,90%   | 3.955 14,32%   | 665 2,40%     | 225 0,80%   | 73,83%        |              |              |        |
| Lodi    | 11.593 47,35%   | 8.040 32,84%   | 3.932 16,06%   | 607 2,47%     | 307 1,24%   | 72,86%        |              |              |        |
| Sondrio | 6.038 50,47%    | 3.998 33,42%   | 1.514 12,65%   | 313 2,61%     | 99 0,81%    | 66,93%        |              |              |        |

### Escaños por provincia

Mapa de escaños por provincia

| Provincia       | Lega  | PD | FI | M5S | FdI | Otros | Total |   |    |
| --------------- | ----- | -- | -- | --- | --- | ----- | ----- | - | -- |
| Provincia       | Milán | 6  | 5  | 4   | 5   | 1     | Total | 3 | 24 |
| Brescia         | 4     | 1  | 3  | 1   | 1   | -     | 10    |   |    |
| Bérgamo         | 4     | 1  | 1  | 1   | 1   | 1     | 9     |   |    |
| Varese          | 3     | 1  | 1  | 1   | -   | 1     | 7     |   |    |
| Monza y Brianza | 3     | 1  | 2  | 1   | -   | -     | 7     |   |    |
| Como            | 2     | 1  | 1  | 1   | -   | -     | 5     |   |    |
| Pavía           | 1     | 1  | 1  | 1   | -   | -     | 4     |   |    |
| Cremona         | 1     | 1  | -  | 1   | -   | -     | 3     |   |    |
| Lecco           | 1     | 1  | 1  | -   | -   | -     | 3     |   |    |
| Mantua          | 1     | 1  | -  | 1   | -   | -     | 3     |   |    |
| Lodi            | 1     | 1  | -  | -   | -   | -     | 2     |   |    |
| Sondrio         | 1     | -  | -  | -   | -   | -     | 1     |   |    |
| Total           | 28    | 15 | 14 | 13  | 3   | 5     | 78    |   |    |

### Participación
| Región          | Hora   | Hora   | Hora   |
| Región          | 12:00  | 19:00  | 23:00  |
| --------------- | ------ | ------ | ------ |
| Lombardía       | 19,92% | 59,22% | 73,10% |
| Provincia       | Hora   | Hora   | Hora   |
| Provincia       | 12:00  | 19:00  | 23:00  |
| Bérgamo         | 22,74% | 63,16% | 75,87% |
| Brescia         | 22,07% | 63,05% | 76,55% |
| Como            | 18,97% | 56,59% | 70,59% |
| Cremona         | 22,53% | 63,05% | 73,94% |
| Lecco           | 21,20% | 61,66% | 75,66% |
| Lodi            | 22,29% | 62,43% | 75,12% |
| Mantua          | 20,22% | 56,29% | 70,36% |
| Milán           | 18,53% | 57,62% | 72,03% |
| Monza y Brianza | 19,51% | 59,55% | 75,82% |
| Pavía           | 17,89% | 56,69% | 69,76% |
| Sondrio         | 17,83% | 52,38% | 66,26% |
| Varese          | 18,97% | 57,63% | 71,06% |